# Brigadeiro
Brigadeiro é um posto das forças armadas e forças de segurança de diversos países, ao qual compete tradicionalmente o comando de uma brigada.
Na maioria dos países, o posto de brigadeiro é o primeiro de oficial general, correspondendo ao código OF-6 (general de uma estrela) da OTAN. Em alguns destes países, o posto é designado "brigadeiro-general". Em outros países, não é considerado um posto de oficial general, sendo a patente de maior hierarquia da categoria dos oficiais superiores ou constituindo uma categoria própria intermédia entre a de oficial superior e a de oficial general.
Em algumas forças armadas, existe o posto de general de brigada, que, apesar de ter caraterísticas semelhantes ao de brigadeiro, correspondendo frequentemente a um general de duas estrelas (código OF-7 da OTAN).
Na França e na Itália, o posto de brigadeiro corresponde ao de cabo e sargento, no exército e em algumas forças de segurança.
Nas forças aéreas da Argentina e do Brasil, o termo "brigadeiro" é usado nas designações dos vários postos de oficial general.

## História
O posto de brigadeiro foi criado pela primeira vez na França, em 1667, a pedido do general Turenne, quando foi estabelecida a brigada como unidade militar permanente no Exército Francês. O posto era oficialmente designado "brigadier des armées du roi" (brigadeiro dos exércitos do Rei). A passagem pelo posto de brigadeiro tornou-se obrigatória para os coronéis antes de atingirem a categoria de oficial general. Os brigadeiros podiam comandar uma brigada - composta por dois ou três regimentos - ou um único regimento. O posto de brigadeiro existia também na Marinha como brigadier des armées navales (brigadeiro dos exércitos navais). O posto foi suprimido na França em 1793.
Com caraterísticas semelhantes às do posto francês, o posto de brigadeiro foi introduzido nos exércitos de Espanha em 1702, do Reino Unido (designado "brigadeiro-general") em 1705 e de Portugal em 1708. Mais tarde, foi introduzido nos exércitos de outros países.

## Insígnias e distintivos

### Exércitos

Canadá: Brigadier general / Brigadier-général
Egito: Brigadier General / عميد‎ [amid]
EUA: Brigadier general
Grécia: Ταξίαρχος [Taxiarchos]
Hungria: Dandártábornok
Itália: Brigadiere generale
Noruega: Brigader
Portugal: Brigadeiro-general
Portugal: Brigadeiro (1933–1999)
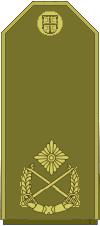
Sérvia: Бригадни Генерал [Brigadni general]

### Forças aéreas

Argentina: Brigadier general
Argentina: Brigadier mayor
Argentina: Brigadier
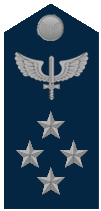
Brasil: Tenente-brigadeiro
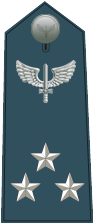
Brasil: Major-brigadeiro
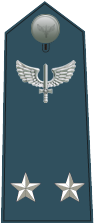
Brasil: Brigadeiro
EUA: Brigadier general
Grécia: Ταξίαρχος [Taxiarchos]
Hungria: Dandártábornok

## Brigadeiro em diversos países

### Brasil
Atualmente, no Brasil, brigadeiro é um posto de uso na Aeronáutica ou Força Aérea, que designa a patente mais alta da força respectiva, equivalente à patente de general no Exército.
Na época imperial, o posto de brigadeiro também existia no Exército Brasileiro, segundo o modelo herdado de Portugal. Situava-se, hierarquicamente, logo abaixo do posto de marechal de campo. Depois da proclamação da república, os postos de brigadeiro e de marechal de campo deram origem ao posto de general de brigada.
Na atual hierarquia militar brasileira, há três postos de brigadeiro (do mais alto para o mais baixo):
- Tenente-brigadeiro do ar
- Major-brigadeiro
- Brigadeiro.

Excepcionalmente, em tempos de guerra, a Aeronáutica Brasileira possui o posto de marechal do ar, superior aos brigadeiros.
O posto de tenente-brigadeiro do ar é exclusivo de oficiais aviadores. Já os postos de brigadeiro e de major-brigadeiro também podem ser alcançados por oficiais intendentes, médicos e engenheiros. Em 25 de novembro de 2007, foi incluído o Posto de brigadeiro de infantaria na Força Aérea Brasileira, tendo como pioneiro o brigadeiro de infantaria Agostinho Shibata. De acordo com o quadro ao qual o oficial general pertence, é utilizada uma terminologia diferente:
| Aviadores                | Intendentes                 | Infantes           | Médicos                 | Engenheiros                 |
| ------------------------ | --------------------------- | ------------------ | ----------------------- | --------------------------- |
| Tenente-brigadeiro do ar | -                           | -                  | -                       | -                           |
| Major-brigadeiro do ar   | Major-brigadeiro intendente | -                  | Major-brigadeiro médico | Major-brigadeiro engenheiro |
| Brigadeiro do ar         | Brigadeiro intendente       | Brigadeiro infante | Brigadeiro médico       | Brigadeiro engenheiro       |

### Estados Unidos
No Exército, Força Aérea e Corpo de Marines dos EUA, o brigadier-general (brigadeiro-general) é o posto de oficial general de uma estrela, situado hierarquicamente entre o de coronel e o de major-general. É equivalente ao posto de contra-almirante (metade inferior) nos ramos navais das Forças Armadas dos EUA.
O posto de brigadeiro-general existe nos EUA desde a Guerra Revolucionária Americana. Até à Guerra Mexicano-Americana, competia-lhe, normalmente, o comando de uma brigada. No entanto, desde então, o comando das brigadas orgânicas de divisões compete normalmente a coronéis.
Hoje em dia, tipicamente, os brigadeiros-generais do Exército e dos Marines servem como segundos comandantes de divisões ou unidades equivalentes e como comandantes de brigadas independentes (tendo coronéis como segundos comandantes). Os brigadeiros-generais da Força Aérea exercem normalmente o comando de alas de grandes dimensões.

### França
Apesar da França ter sido o primeiro país a introduzir o posto de brigadeiro como uma graduação de oficial general, desde início do século XIX o posto passou a corresponder ao de cabo em diversos ramos das forças armadas.
Hoje em dia, os postos de brigadier (brigadeiro) e de brigadier-chef (brigadeiro-chefe) correspondem, nas armas montadas do Exército de Terra Francês (arma blindada cavalaria, artilharia e trem) e na Gendarmaria Nacional, respetivamente aos postos de cabo e de cabo-chefe das armas a pé.
Na Polícia Nacional e nas polícias municipais, o brigadeiro é o graduado encarregue da chefia de uma brigada de polícia, cujo tipo e dimensão pode variar, segundo a localização. Para além do brigadeiro, existem na polícia, as graduações de sub-brigadeiro e de brigadeiro-chefe. Estas graduações policiais correspondem, aproximadamente, aos postos de sargento das forças armadas.

### Portugal
No Exército Português, o posto de brigadeiro foi criado em 1708 para ser atribuído aos coronéis de infantaria e de cavalaria que acumulavam o comando de um regimento com o comando da brigada onde o mesmo estava integrado. Era considerado um posto intermediário entre o de oficial superior e o de oficial general e destinava-se a tirocinar os coronéis no comando de vários regimentos, antes de serem promovidos a sargento-mor da batalha, que era o primeiro posto de general. O cargo não tinha funções de comando tático já que a brigada era apenas um mero agrupamento administrativo de vários regimentos.
O posto foi extinto em 1790, mas restabelecido em 1796. No século XIX, passaram a existir também brigadeiros na engenharia, na artilharia e nas milícias.
No âmbito da organização do Exército de 1863, a denominação "brigadeiro" seria atribuída aos coronéis enquanto exercessem o comando de uma brigada.
Em 1864 voltou novamente a ser extinto. Os anteriores brigadeiros foram integrados no novo posto de general de brigada que substituiu o de major-general (anteriormente, designado "marechal de campo").
Em 1929, foi restabelecido o posto de brigadeiro, como a máxima graduação da categoria de oficial superior. Em 1947, o posto de brigadeiro passou a estar integrado na categoria de oficial general, portanto com caraterísticas semelhantes às do antigo posto de general de brigada (que havia sido extinto em 1911).
Na sequência da alteração do sistema de denominação das patentes de oficial general do Exército Português, levada a cabo em 1999, a patente de brigadeiro voltou a designar-se "major-general". Foi introduzida uma nova patente de oficial general, para ser atribuída, a título transitório, aos coronéis que exercem o comando de forças internacionais. Esta nova patente, com caraterísticas semelhantes às da original patente de brigadeiro, foi designada "brigadeiro-general".

### Reino Unido
No Exército Britânico e nos Royal Marines, o brigadier (brigadeiro) é um posto de oficial situado hierarquicamente entre o de coronel e o de major-general. É equivalente aos postos de comodoro da Royal Navy e de comodoro do ar da Royal Air Force. Apesar de corresponder ao código OF-6 (general de uma estrela) da OTAN, no Reino Unido, o posto de brigadeiro não pertence à categoria de oficiais generais, mas sim à categoria de oficiais superiores.
No Reino Unido, o posto foi criado no reinado de Jaime II, como brigadier-general (brigadeiro-general). Em 1913, passou também a existir nos Marines. Durante um breve período (1918-1919), o posto de brigadeiro-general também existiu na Royal Air Force, sendo substituído pelo de air commodore (comodoro do ar).
O posto de brigadeiro-general constituía apenas uma graduação temporária, atribuída a um coronel ou tenente-coronel durante o prazo em que exercesse um determinado comando. Em 1922, o posto foi extinto, tanto no Exército como nos Marines, sendo substituído pelo de colonel commandant (coronel comandante) no Exército (posto que já existia nos Marines).
Em 1928, o posto de coronel comandante foi, por sua vez, substituído pelo de brigadeiro. Apesar de ser considerado equivalente ao posto de brigadeiro-general, o novo posto de brigadeiro não era considerado de oficial general, ao contrário daquele, sendo sim considerado o mais alto posto de oficial superior (daí a eliminação da palavra "general" da designação).